# Pieter Harting (filoloog)
Peter Nicolaas Ubbo Harting (Batavia, 15 januari 1892 - Amsterdam, 11 augustus 1970) was een Nederlandse filoloog en hoogleraar. Vanaf 1946 was hij lid van het Nederlandse Philologencongres, waar hij van 1958 tot 1966 voorzitter van was.

## Leven en werk
Harting was een filoloog die gespecialiseerd was in het Sanskriet en de Nederlandse taal- en letterkunde. Hij volgde aan de Universiteit van Utrecht privaatonderwijs bij
E. Kruisinga. In 1920 werd Harting als docent benoemd aan de University College London, waar hij samenwerkte met de Nederlandse hoogleraar Pieter Geyl. Hij promoveerde op 7 juli 1922 in de letterkunde en wijsbegeerte aan de Universiteit van Utrecht op de dissertatie Selection from the Baudhāyana grhyaparisista. In 1924 werd Harting docent aan het Bedford College for Women. Van 1923 tot 1925 combineerde hij deze werkzaamheden met de functie van lector Nederlands aan de Universiteit van Oxford.
Op 27 november 1924 werd Harting benoemd tot hoogleraar Engelse taal- en letterkunde aan de Universiteit van Groningen. Na 1933 was hij tevens hoogleraar Sanskriet. In 1937 nam hij daar afscheid als hoogleraar en aanvaardde hij het ambt van hoogleraar Engelse taalkunde aan de Universiteit van Amsterdam. Hij werd in Groningen als hoogleraar opgevolgd door R.W. Zandvoort.
Harting was vanaf 1946 lid en van 1958 tot 1966 voorzitter van de redactie van het tijdschrift Neophilologus. Hij werd opgevolgd door A.L. Vos.
Naar hem is het Harting-programma genoemd. Dit is een uitwisselingsprogramma voor studenten Engels dat een aantal hunner de mogelijkheid geeft om een jaar aan een universiteit in het Verenigd Koninkrijk of Ierland te studeren.